# Hyuganatsu
Hyuganatsu (Citrus tamurana, tiếng Nhật: 日 向) là một loại trái cây và cây có múi được trồng ở Nhật Bản. Cái tên đến từ Hyūga, tên cổ của tỉnh Miyazaki ở Kyushu, nơi cam được cho là có nguồn góc ở đây, trong khi "natsu" (夏) có nghĩa là mùa hè. Hyūganatsu được trồng bên ngoài Kyushu đôi khi được vận chuyển dưới những tên khác nhau như Konatsu (小夏), Tosakonatsu (土佐小夏) hoặc New Summer Orange (ニューサマーオレンジ).

## Gốc
Một cây non hyūganatsu được cho là đã bất ngờ khi được tìm thấy trong một khu vườn Miyazaki vào khoảng những năm 1820, sau đó nó được trồng rộng rãi khắp vùng. Cây có giả thuyết là một cây yuzu đột biến hoặc có lẽ nhiều khả năng là kết quả của phép lai giữa yuzu và bưởi.

## Miêu tả
Quả có kích thước trung bình và hình dạng của nó tròn đến hơi thuôn. Khi chín, nó chuyển sang màu vàng nhạt. Thịt của nó ngon ngọt và có vị hơi chua. Nó thường được cắt ra để ăn, rắc đường và với phần lớn còn lại khá dày.
Dầu của trái cây cao hơn các loại trái cây khác khi có chứa trans—farnesene, l-carvone và có số lượng ketone cao hơn. 

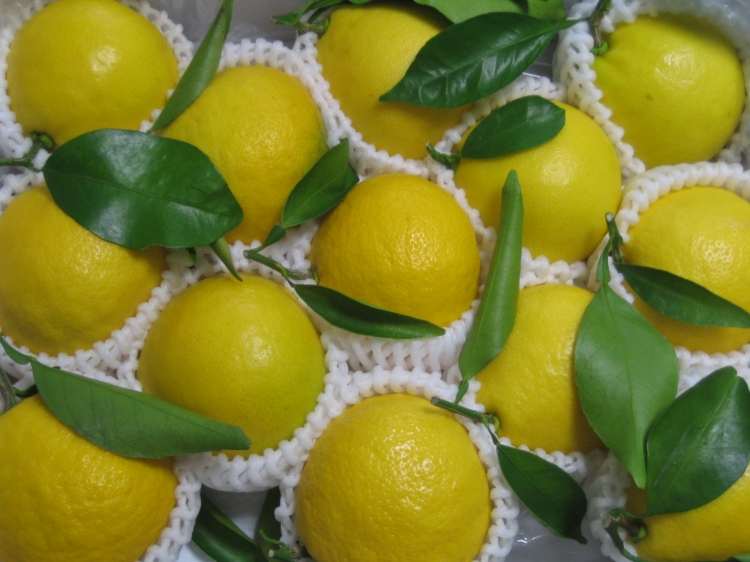
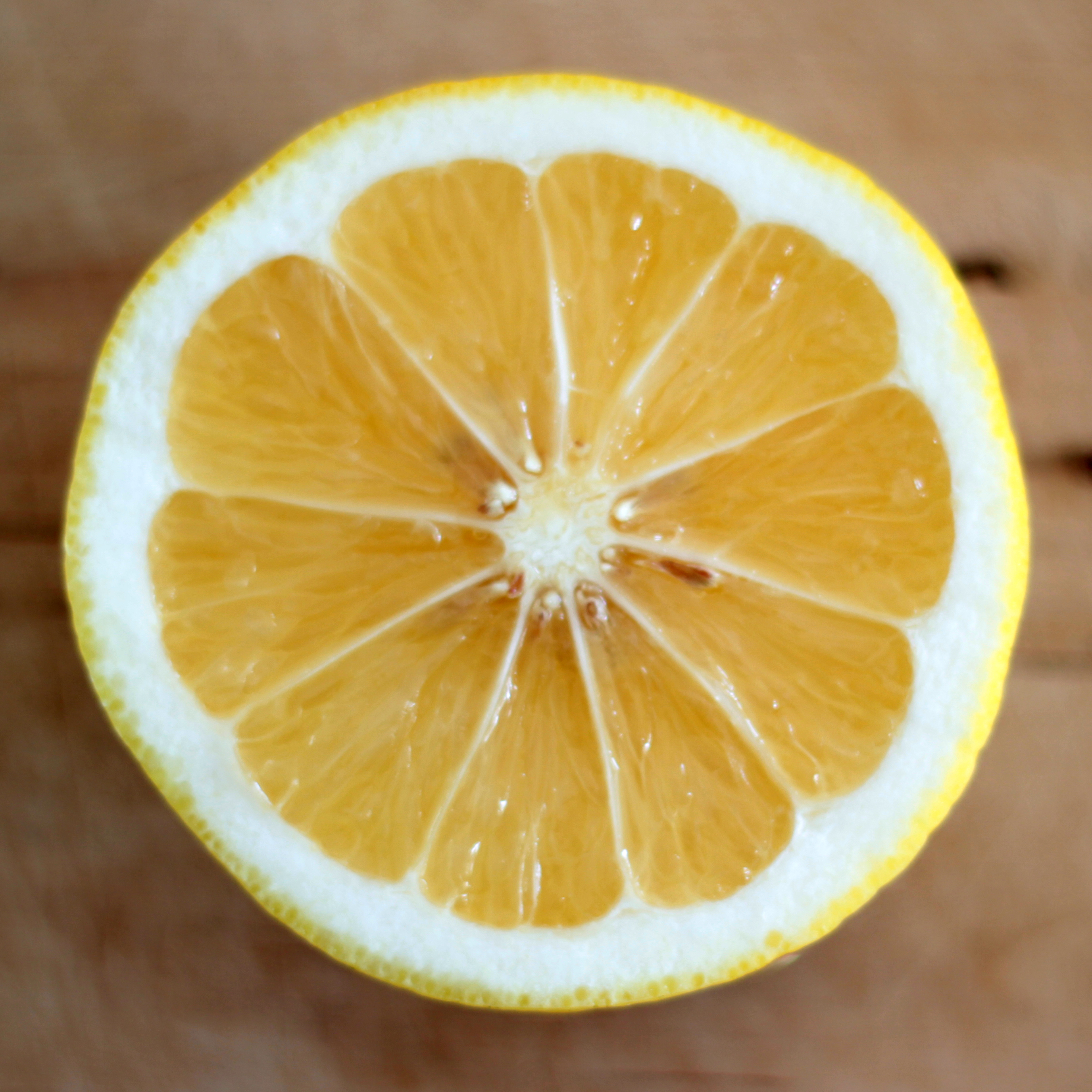
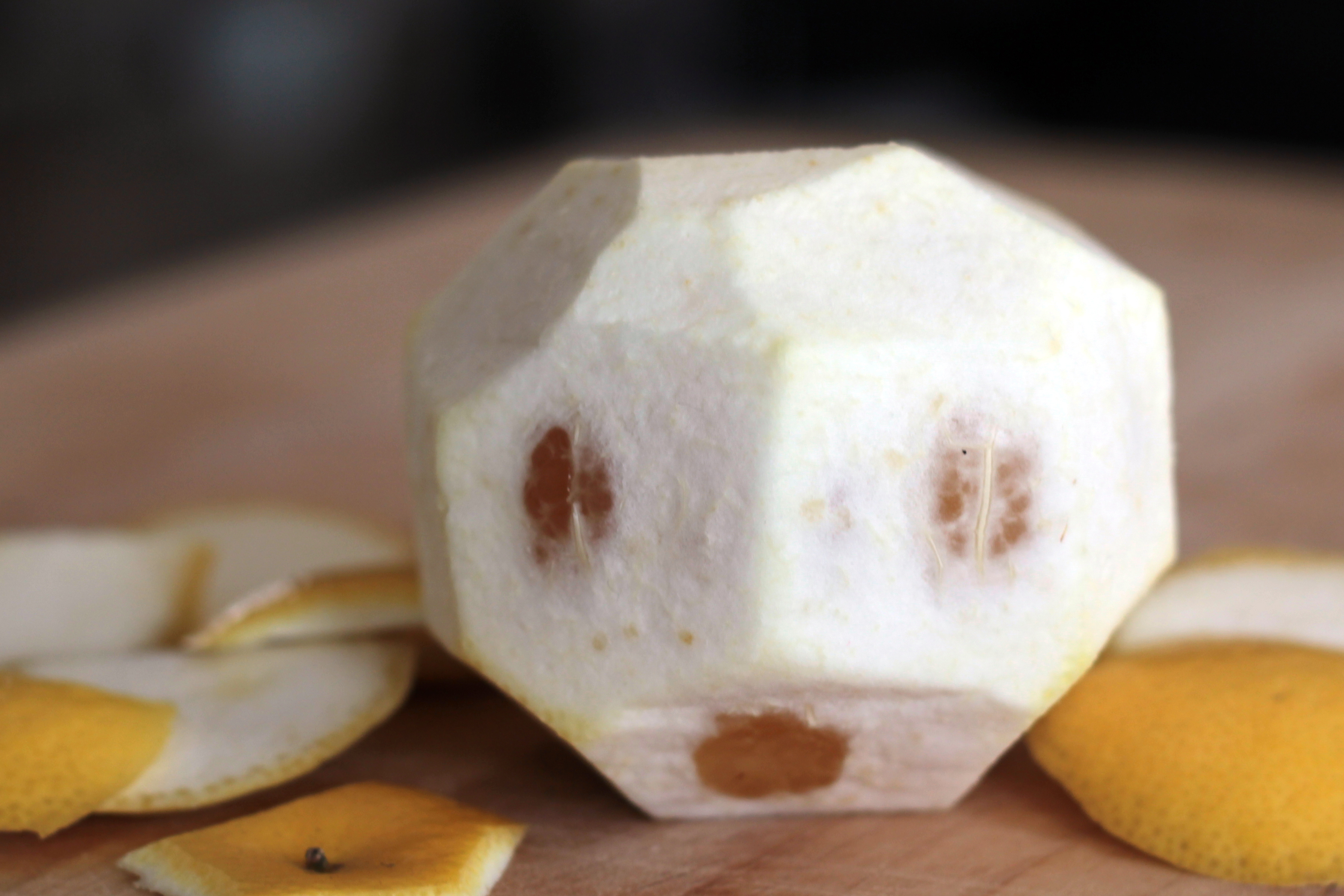
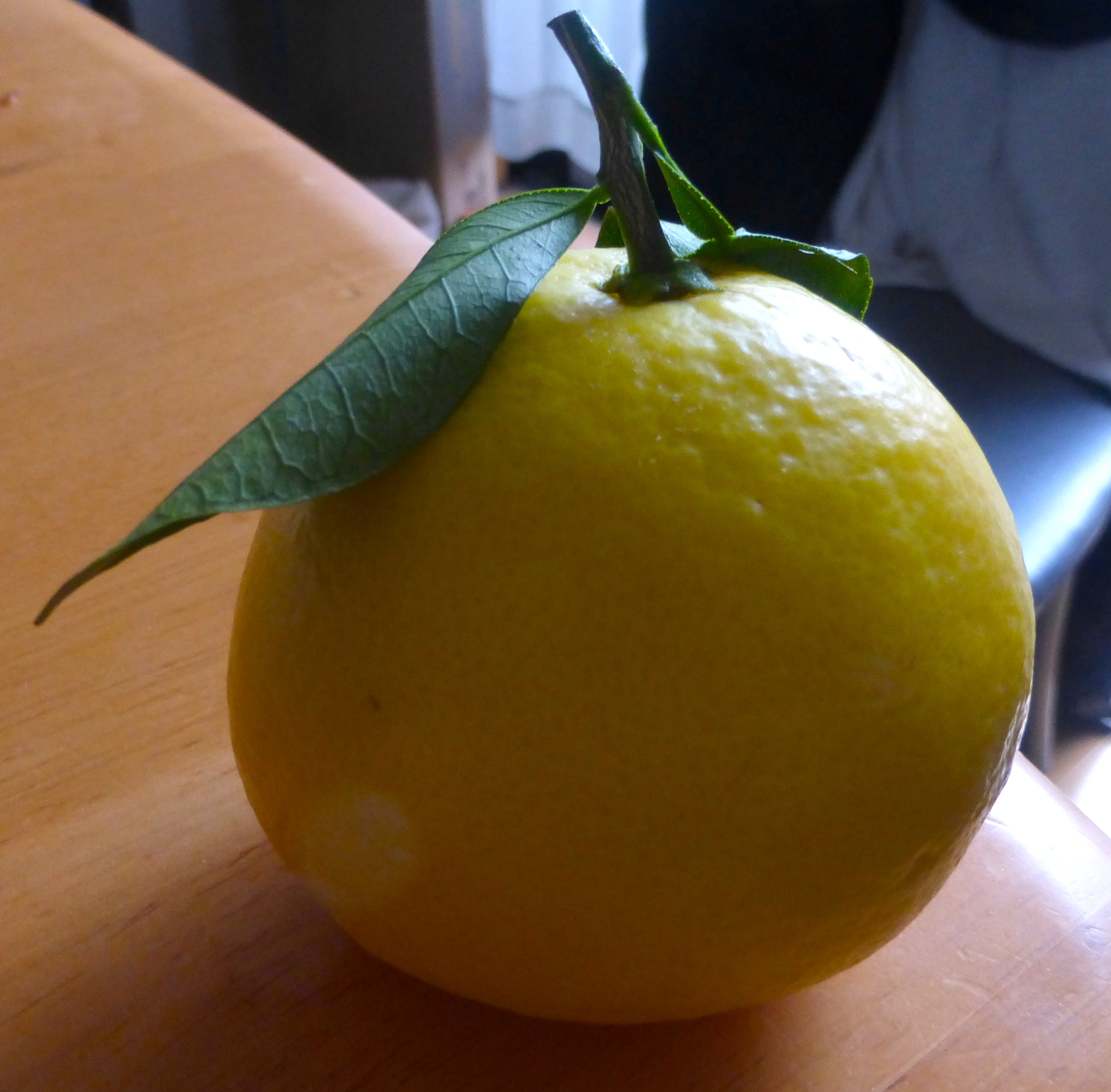